# Langham (Norfolk)
Pour les articles homonymes, voir Langham (homonymie).
Langham est un village et une paroisse civile du Norfolk, en Angleterre.